# Momo e no Tegami
Лист до Момо (яп. ももへの手紙 Momo e no Tegami, англ. A Letter to Momo) — аніме-фільм 2011 року, режисер якого є Хіроюкі Окіура. Анімацією і усіма технічними питаннями займалася студія Production I.G. Сюжет фільму розповідає про те, як одинадцятирічна Момо переживає смерть батька.

## Сюжет
На долю юної Момо випадає непросте випробування. Вона змушена переїхати з величезного Токіо в невелике містечко на околиці країни. До всіх труднощів, які очікувала дівчинка, і які вона могла пояснити, раптом додаються дивні і незрозумілі. Справа в тому, що в її, здавалося б, тихому житті в тихому містечку починають відбуватися такі події, про які вона й подумати не могла, живучи у величезному Токіо. Спроба впоратися з усіма надприродними «штучками» призводять дівчинку до певних відкриттів, серед яких і розгадка таємниці листа, якого перед смертю написав Момо її батько. Листа, який складався всього з двох слів — «Люба Момо».

## Персонажі
Міяура Момо (яп. 宮浦もも)
Сейю — Міяма Карен
Головна героїня. Сором'язлива і творча одинадцятирічна дівчинка. Після смерті батька разом з мамою переїхала у маленьке селище Шіоджіма, яке розташоване на острові посеред внутрішнього японського моря.
Міяура Ікуко (яп. 宮浦いく子)
Сейю — Мурайші Юка
39 річна жінка, мати Момо. Повернулася на острів до своєї тітки де вона раніше жила протягом року через астму. Ходить на курси для доглядальниць. Вдає із себе веселу та трудолюбиву, хоча насправді вона дуже сумує за чоловіка і надзвичайно втомлюється на роботі.